# هایقر

تنگهٔ هایقر ژرف‌دره‌ای واقع در ۳۵ کیلومتری جنوب شرقی شهر فیروزآباد در استان فارس ایران است. عمق دیواره‌های این دره گاه به حدوداً ۴۵۰ متر می‌رسند. طول پیمایش کامل هایقر ۱۸ کیلومتر است. این تنگه با شماره ۱۱۷۷ در فهرست میراث طبیعی ملی ایران ثبت شده‌است.

## نامگذاری
واژه هایقر در زبان ترکی به معنی فریاد و ندا می باشد.
کلمه هایقر از دو بخش «های» که به معنی صدا و «قِر» به نوعی حرکت یا شدت و تأکید دلالت داشته و بار صوتی یا حرکتی دارد. در زمان کوچ عشایر در این منطقه در اواخر تابستان، با بارش باران‌های سیل آسای فصلی یا خمینه(غمینه)، سیلی به راه افتاده‌است که گله‌های عشایر موجود در منطقه را با خود می‌برد، چوپانان در پی گله‌های خود دائم فریاد هایقر سر داده و ضمن هشدار به دیگران از این طریق درخواست کمک نیز می‌داده‌اند.

## نحوه شکل‌گیری
تنگه هایقر یک برش در پهنای تاقدیس ده‌بین است که نخست عملکرد زمین ساخت آن را پدیدآورده و سپس فرسایش آب آن را گسترش داده و ژرف نموده‌است. دیواره‌های بلند دره، رودخانه پرآب جاری در کف آن و پژواک صدای پرندگان، منطقه‌ای کم‌نظیر پدیدآورده که بستری ارزشمند برای گردشگری طبیعت به‌شمار می‌رود.

## مسیر دسترسی
از شیراز که به سمت جنوب حرکت کنیم و به سوی هایقر راهی شویم، بعد از طی ۱۰۰ کیلومتر، به شهرستان فیروزآباد می‌رسیم. با عبور از فیروزآباد وارد جادهٔ فیروزآباد-قیر می‌شویم. در ادامه وارد منطقه ای به نام جبل انارویه می‌شویم. پس از روستای امامزاده (یا دهویه) فرعی به سمت تنگه و سد هایقر وجود دارد که تابلوهای راهنمای کاملی نیز دارد. فاصله شهر فیروزآباد تا این دوراهی حدود ۲۲ کیلومتر است. در مسیر دوراهی تا تنگه هایقر نیز مجتمع های گردشگری مناسبی برای اسکان وجود دارد.